# 克拉瓦萊爾

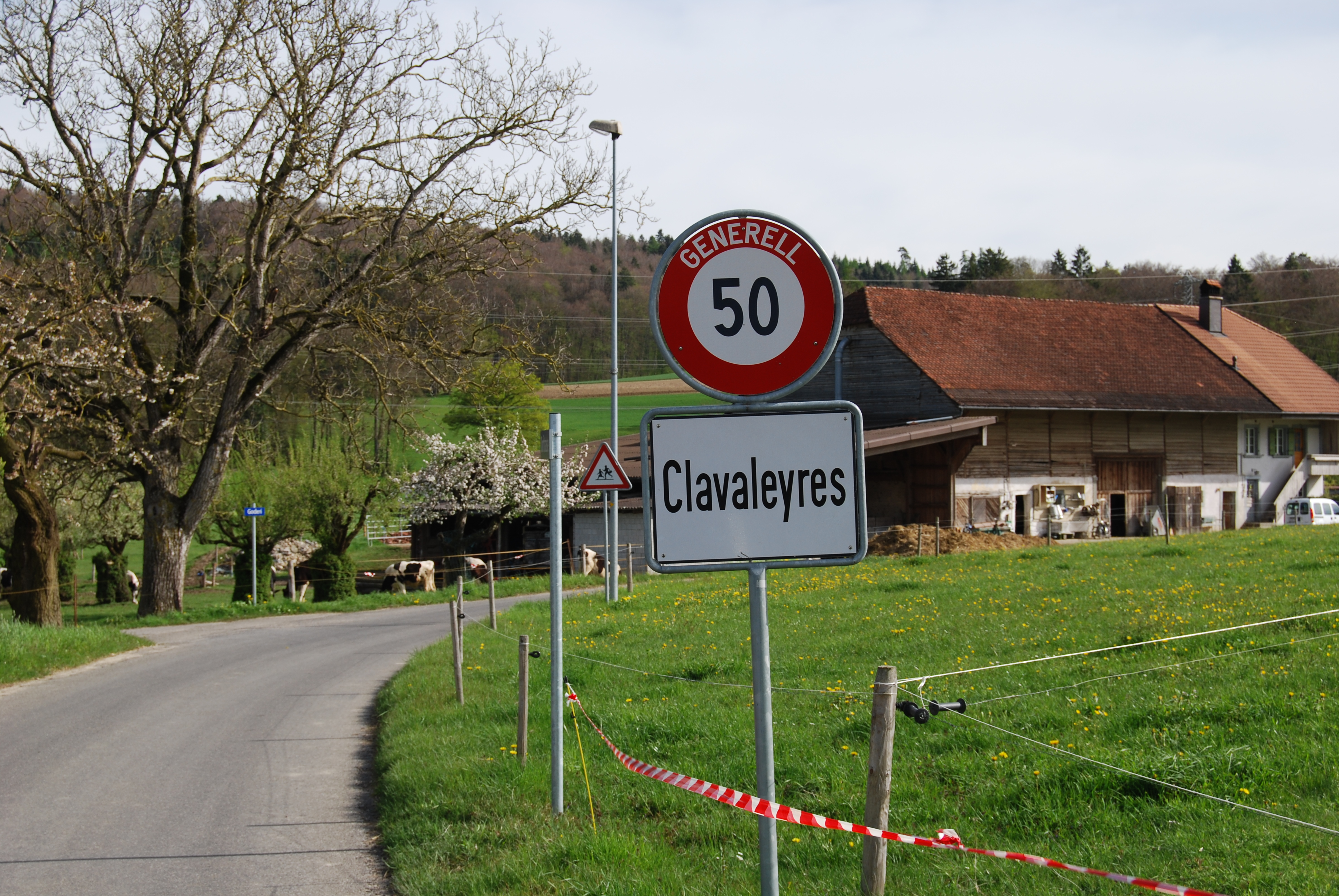

克拉瓦萊爾是瑞士的城鎮，位於該國中部，由伯恩州負責管轄，面積1.01平方公里，海拔高度454米，2011年人口46，七成人口信奉基督教，人口密度每平方公里46人。